# Chalmazel-Jeansagnière
Chalmazel-Jeansagnière is een gemeente in het Franse departement Loire (regio Auvergne-Rhône-Alpes). De plaats maakt deel uit van het arrondissement Montbrison. Chalmazel-Jeansagnière is op 1 januari 2016 ontstaan door de fusie van de gemeenten Chalmazel en Jeansagnière. 
1. ↑  Populations de référence 2022.